# Aeroportul Dschang
Aeroportul Dschang (IATA: DSC, ICAO: FKKS) este un aeroport din Provincia de Vest, Camerun, Camerun ce deservește zona Dschang. A fost numit după zona deservită.
Situat la o altitudine de 1.400 m, aeroportul dispune de o singură pistă.